# Ratpenat de ferradura del mont Mabu
El ratpenat de ferradura del mont Mabu (Rhinolophus mabuensis) és una espècie de ratpenat de la família dels rinolòfids. És endèmic de Moçambic. Té els avantbraços de 66,1-69,0 mm. És força més gros que qualsevol altra espècie del complex R. hildebrandtii excepte R. cohenae. Com que fou descoberta fa poc, l'estat de conservació d'aquesta espècie encara no ha estat avaluat formalment. El seu nom específic, mabuensis, significa ‘del Mabu’ en llatí.